# Marit Neymark
Marit Hilda Elisabet Neymark, född 5 februari 1909 i Falkenberg, död 12 april 1987 i Danderyds församling, Stockholms län, var en svensk kemist. 
Efter studentexamen i Jönköping 1928 blev Neymark filosofie magister i Lund 1932, var amanuens vid institutionen för medicinsk kemi där 1932–1941 och innehade expertuppdrag i födoämneshygieniska frågor vid Statens institut för folkhälsan 1941–1943. Hon var timlärare vid Djursholms samskola 1941–1943, anställdes vid Hemmens forskningsinstitut (HFI) 1944, var förste undersökningsledare där 1944–1956 och timlärare vid Statens skolköksseminarium 1949.
Neymark var ledamot av statens elransoneringsnämnd 1955–1956, ledamot av nämnden för Svenska elektriska kommissionen 1956–1974, förste intendent vid statens institut för konsumentfrågor 1957, ledamot av styrelsen för Svenska institutet för konserveringsforskning 1959–1975, ledamot av styrelsen för Nordiske husholdshögskolen 1962–1976, expert i 1960 års jordbruksutredning 1962–1963, ledamot av kommittén angående metrologiska enheter 1965–1971, laboratoriechef vid Statens institut för konsumentfrågor 1967–1972, ledamot av organisationskommittén för Konsumentverket 1972–1973, avdelningschef vid Konsumentverket 1973–1975 samt ledamot av hotell- och restaurangutredningen 1974–1978.
Neymark var dotter till Bernhard Hellström och Maria (Maja) Lundgren. Hon gifte sig 1935 med byråchefen filosofie doktor Ejnar Nils Gustaf Neymark (1904−1976).